# Марти, Роджер
Ро́хер Марти́ Сальвадо́р (исп. Roger Martí Salvador); 3 января 1991, Торренте, Испания) — испанский футболист, нападающий клуба «Эльче», выступающий на правах аренды за «Кадис».

## Биография
Роджер начал свою карьеру в Валенсии в июле 2007, но за 2 года так и не смог ни разу выйти на поле в матчах чемпионата. Также в это время находился в Валенсии Местальи, проведя 15 игр чемпионата и забил один мяч.
В 2011 году был отдал в аренду клубу «Бурхасот», за эту команду провёл 13 матчей и забил 4 гола.
В сезоне 2011/12 Рохер подписал контракт с «Леванте», за которую сыграл в 17 матчах и отличился один раз. Кроме основной команды, он выступал за «дубль», в 54 играх чемпионата 34 раза поразил ворота соперника.
В сезоне 2013/14 Рохер находился в аренде в клубе «Реал Сарагоса», игравший в Сегунде (37 игр — 12 голов). В 2014 году перешёл в «Реал Вальядолид» на условиях аренды до конца сезона.
В 2016-м вернулся в «Леванте», а через год выиграл золото Сегунды, став вторым бомбардиром турнира после игрока «Луго» — Хоселу. На данный момент[какой?] Марти занимает второе место в списке бомбардиров «Леванте» в Ла Лиге за всю историю, забив за команду 40 мячей.